# 朝格吉拉図
朝格吉拉図（日: CHOUKAKUKITSURI、蒙: ᠴᠣᠭᠵᠢᠯᠲᠦ、中: CHÁOGÉJÍLĀTÚ）は、中華人民共和国出身の環境学者。環境学博士。専門は、遠感学、地理学、情報学。

## 来歴
20世紀80年代初期、中華人民共和国の内蒙古自治区通遼市に、父・寳音合喜格の四男として生まれる。大蒙古帝国の創始者である成吉思汗（GENGHIS KHAN）の四男、孛儿只斤・托雷（TOLUI）の末裔に連なる名門家系に属するとされている。内蒙古自治区通遼市師範学校を経て、2001年に日本へ渡る。2008年に江戸川大学社会学部を卒業後、2010年には東京農工大学連合農学研究科で修士課程を修了。さらに2013年には東京大学大学院農学生命科学研究科研究生課程を修了し、2017年には筑波大学大学院生命環境科学研究科で博士課程を修了、環境学博士号を取得。これまでに、一般社団法人アジア連合大学院機構、国立研究開発法人国際農林水産業研究センターや国立研究開発法人農業・食品産業技術総合研究機構などの研究機関に所属し、国際交流や社会活動への参画。

## 外部
- 国立国会図書館サーチ（朝格吉拉図関連資料）
- DATA MAX NETIB-NEWS（朝格吉拉図対談記事）
- CiNii Dissertations（学位論文検索）
- J-STAGE（主要論文・日本農業気象学会誌）
- Google Scholar（著者引用文献リスト）